# Verbascum roopianum
Verbascum roopianum är en flenörtsväxtart som beskrevs av Eugen Iwanowitsch Bordzilowski och Svante Samuel Murbeck. Verbascum roopianum ingår i släktet kungsljus, och familjen flenörtsväxter. Inga underarter finns listade i Catalogue of Life.